# Padre e figlio (Conroy)
Padre e figlio (The Death of Santini) è un saggio memoriale autobiografico scritto da Pat Conroy.
È il sequel del romanzo del 1976 The Great Santini, il quale è stato adattato nel film Il grande Santini del 1979.

## Sinossi
Le memorie dello scrittore Pat Conroy legate al rapporto con il suo violento padre, Marine, pilota di aerei.